# Euproctis celebensis
Euproctis celebensis är en fjärilsart som beskrevs av Swinhoe 1916. Euproctis celebensis ingår i släktet Euproctis och familjen tofsspinnare. Inga underarter finns listade i Catalogue of Life.